# Весільні дзвони (фільм, 1921)
«Весільні дзвони» (англ. Wedding Bells) — американська комедійна мелодрама режисера Честера Вітея 1921 року.

## У ролях
- Констанс Толмадж — Розалі Вейн
- Гаррісон Форд — Реджинальд Картер
- Емілі Чічестер — Марсія Гантер
- Іда Дарлінг — місіс Гантер
- Джеймс Гаррісон — Дуглас Ордвей
- Вільям Розеллі — Спенсер Веллс
- Поллі Бейлі — Гуппер
- Даллас Велфорд — Джексон
- Френк Гонда — Фузісакі